# Trzy amerykańskie longplaye
Trzy amerykańskie longplaye (org. 3 amerikanische LPs) – krótkometrażowy film Wima Wendersa nakręcony w 1969 roku. Pierwszy film tego reżysera nakręcony we współpracy z austriackim pisarzem Peterem Handke.
Film opowiada o wyobrażeniu USA, wywołanym przez muzykę. Na warstwę wizualną filmu składa się 10 ujęć, w tym zdjęcia Monachium nakręcone z jadącego samochodu. Towarzyszy im muzyka – po jednym utworze Van Morrisona, Credence Clearwater Revival i Harveya Mandela – oraz komentarze Wendersa i Handke'go, rozmawiających o Ameryce oraz widzeniu i odczuwaniu muzyki.